# Toyota Isis
O Isis  é um modelo de automóvel tipo "perua" da Toyota.
Algumas versões foram equipadas com transmissão continuamente variável (Câmbio CVT).